# José María Estrada
José María Estrada, né en 1802 à Granada, au Nicaragua et mort le 13 août 1856 à Somotillo, département de Chinandega, au Nicaragua, est un homme politique nicaraguayen du Parti conservateur, qui a été président de la République du Nicaragua du 20 mars au 25 octobre 1855, puis du 29 juin au 13 août 1856.

## Biographie
Il est promu en tant que président provisoire en pleine guerre civile après la déposition du général Fruto Chamorro Pérez.
À la mort de Fruto Chamorro, le général Ponciano Corral aspire au pouvoir, mais doit laisser le premier rôle à Estrada qui est confirmé dans ses fonctions. Ponciano Corral garde sa position de chef supérieur de l'armée et c'est à ce titre qu'il passe un accord avec le mercenaire américain William Walker pour soutenir Patricio Rivas contre Estrada.
Estrada est assassiné par des soldats du Parti libéral le 13 août 1856 dans la ville de Somotillo, (Chinandega).